# Whitehall (Londen)

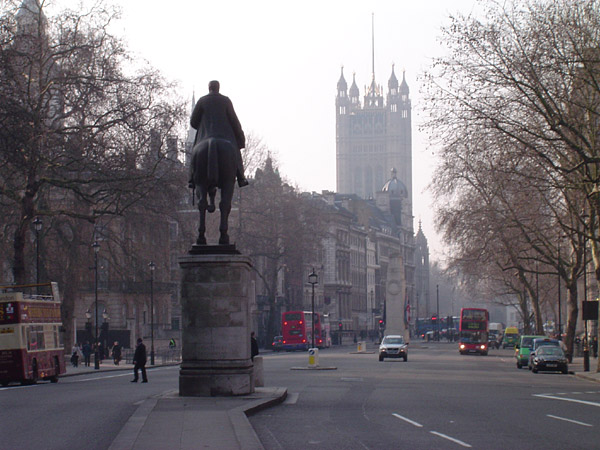
Whitehall, Londen

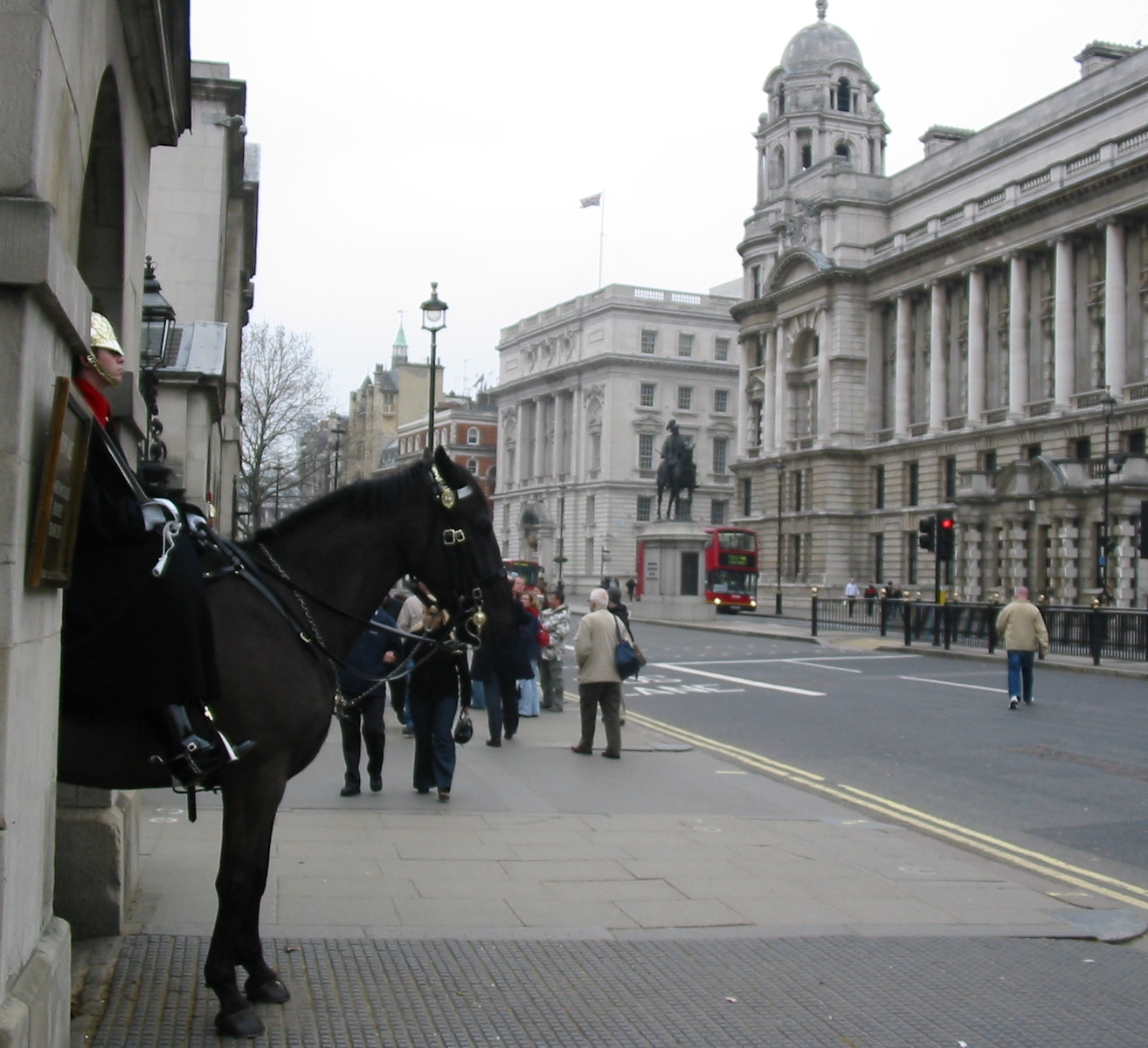
Horse Guards op Whitehall

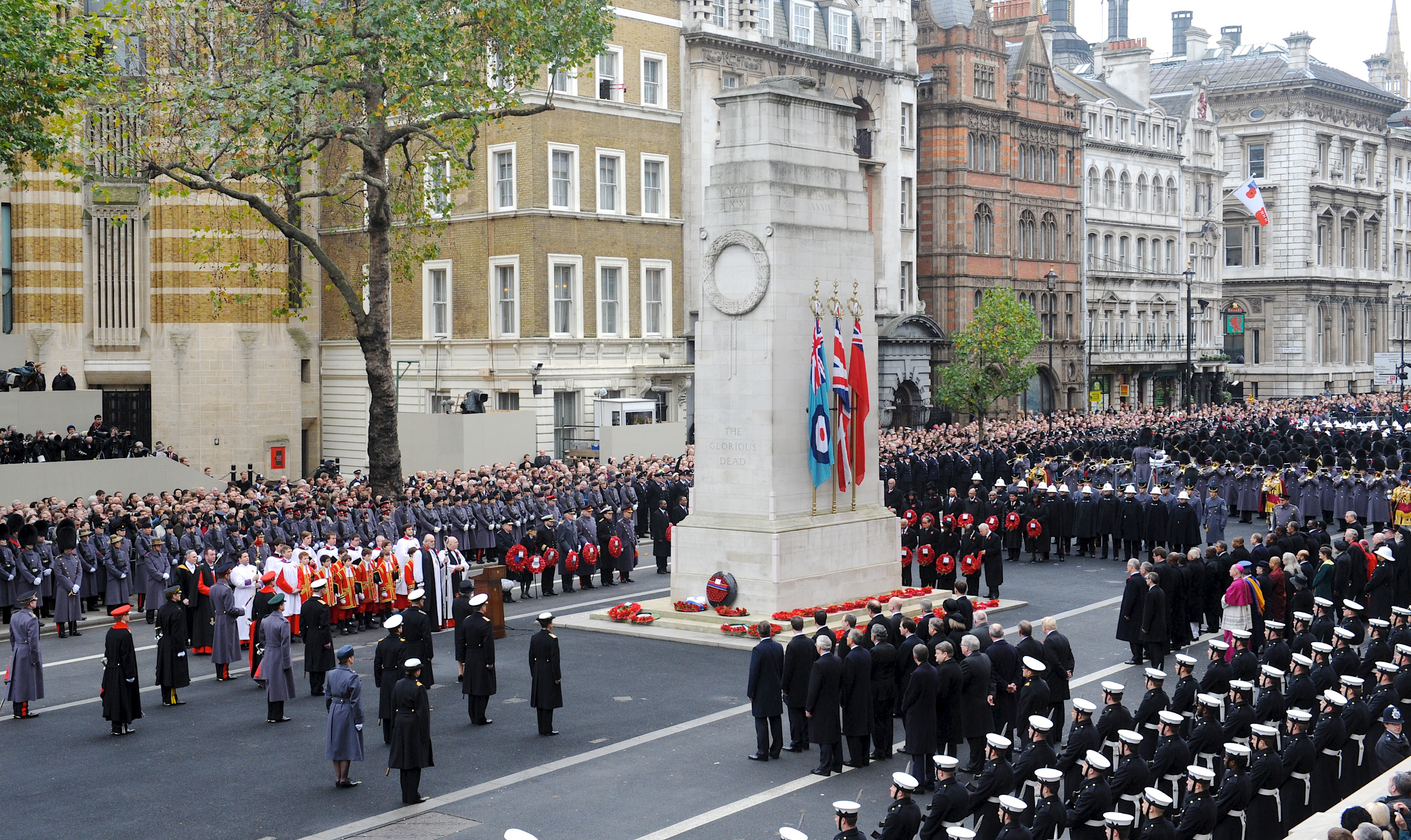
Remembrance Day Parade in 2010

Whitehall is een straat in Londen, die loopt van Trafalgar Square naar het Palace of Westminster en Westminster Abbey. De term wordt ook wel gebruikt om het regeringscentrum van het Verenigd Koninkrijk aan te duiden.
Midden op de weg staat de Cenotaaf, het Britse oorlogsmonument, waar de jaarlijkse dodenherdenking (Remembrance Day) plaatsvindt op de zondag die het dichtst ligt bij 11 november (de dag van de wapenstilstand in de Eerste Wereldoorlog). Ook de beroemde Horse Guards zijn op Whitehall te zien.
Een van de zijstraten is Downing Street, waar op nummer 10 de ambtswoning van de Britse premier is gevestigd. Vroeger was deze laatste straat vrij toegankelijk, maar sinds 1989 is hij om veiligheidsredenen afgesloten met hekken.
De naam Whitehall gaat terug op het enorme Palace of Whitehall dat ooit in deze omgeving stond. De Horse Guards bewaken nog steeds de poort ervan. Achter deze poort bevindt zich de Horse Guards Parade, een plein waar ieder jaar, bij de verjaardag van de koning(in), een parade wordt gehouden die Trooping the Colour wordt genoemd.

## The Cenotaph
Op Witehall staat de Cenotaaf, een monument voor the glorious dead uit de Eerste Wereldoorlog. Elk jaar rond 11 november houden Britse troepen er een parade. Sinds 1934 defileren ook Belgische troepen jaarlijks langs het monument, op de zaterdag vóór de Belgische feestdag. Dit gebruik is ingesteld door een koninklijk decreet van George V van Engeland ter gelegenheid van de dood van zijn achterneef Albert I van België, de Koning-Soldaat. Het decreet geeft Belgische troepen het privilege om in uniform en gewapend door de straten van Londen te paraderen, wat normaal voorbehouden is aan landen uit de Commonwealth.